# Ilhéu Bom Bom
Ilhéu Bom Bom of Ilhéu Bombom is een eilandje in de Golf van Guinee. Het ligt ten noorden van Principe en maakt deel uit van de republiek Sao Tomé en Principe.
Het eiland kent geen permanente bewoning, maar er is wel een toeristisch resort, het Bom Bom Island Resort. Administratief valt het eiland onder de provincie Principe en het district Pagué.
Provincies: Sao Tomé (Sao Tomé) · Principe (Santo António)
Districten: Água Grande (Sao Tomé) · Cantagalo (Santana) · Caué (São João dos Angolares) · Lembá (Neves) · Lobata (Guadalupe) · Mé-Zóchi (Trindade) · Pagué (Santo António)
Eilanden: Ilhéu Bom Bom · Ilhéu das Cabras · Ilhéu Caroço · Principe · Ilhéu das Rolas · Ilhéu de Santana · Sao Tomé · Tinhosa Grande · Tinhosa Pequena